# Distrikt Huayo
Der Distrikt Huayo liegt in der Provinz Pataz in der Region La Libertad im Westen von Peru. Der Distrikt besitzt eine Fläche von 125 km². Beim Zensus 2017 wurden 3779 Einwohner gezählt. Im Jahr 1993 lag die Einwohnerzahl bei 3630, im Jahr 2007 bei 4145. Die Distriktverwaltung befindet sich in der etwa 2200 m hoch gelegenen Ortschaft Huayo mit 358 Einwohnern (Stand 2017). Huayo liegt 44 km nordwestlich der Provinzhauptstadt Tayabamba.

## Geographische Lage
Der Distrikt Huayo befindet sich im Westen der Provinz Pataz am Ostufer des nach Norden strömenden Río Marañón. Dessen Nebenfluss Quebrada Huaytapa begrenzt den Distrikt im Nordosten.
Der Distrikt Huayo grenzt im Südwesten an den Distrikt Pampas (Provinz Pallasca), im Nordwesten an die Distrikte Sitabamba (Provinz Santiago de Chuco) und Chugay (Provinz Sánchez Carrión), im Nordosten an den Distrikt Parcoy sowie im Süden an den Distrikt Chillia.